# Tehuacán-Cuicatlán Bioszféra-rezervátum
A Tehuacán-Cuicatlán Bioszféra-rezervátum Mexikó egyik természetvédelem alatt álló területe. Egy része 2018 óta a Világörökség részét képezi.

## Leírás
Az északnyugat–délkeleti irányban közel 200 km hosszan elnyúló terület Mexikó középpontjától délre, nagyrészt a Vulkáni-kereszthegységben és a Oaxacai-Sierra Madrében található, közigazgatásilag Puebla és Oaxaca államok 50 községéhez tartozik. A viszonylag száraz éghajlatú vidék jellegzetességei a hatalmas oszlopkaktuszerdők, emellett a terület mintegy 38%-át alacsony lombhullató erdők borítják.
Kulturális jelentőségét az adja, hogy egyrészt mintegy 14 000 évre visszamenőleg kimutathatók itt az emberi élet nyomai, másrészt a ma itt élő nyolc indián népcsoport (navatlok, popolokák, kvikatékok, mixtékek, ixkatékok, maszatékok, csocsoltékok és csinantékok) köreiben megfigyelhető többek között a kukorica, a disznóparéj, a csilipaprika és az avokádó háziasítási folyamata, valamint azok az egyéb módszerek (öntözés, kaktuszfeldolgozás), amelyek segítségével ezek az emberek hosszú időn át képesek voltak és képesek együtt élni a természettel.

## Élővilág

### Növényzet
A bioszféra-rezervátum reprezentatív növényei a tűnyalábos fenyők, a borókák, a Dioon caputoi, a Dioon rzedowskii és a Dioon califanoi nevű bunkóspálmaféle, a Muhlenbergia, a Hechtia, az agávé, a pálmaliliom, a buzogányfa, a medvefű, az Encyclia, a fügekaktusz, a Neobuxbaumia, az akácia, a Mimosa, a Viguiera, a Verbesina, a Notholaena, az Adiantum és a csipkeharasztok nemzetség fajai, valamint a Pleopodium ×tricholepis nevű édesgyökerű páfrány, a Didymodon incrassatolimbatus, a Gyroweisia obtusifolia és az Erpodium pringlei nevű lombosmoha és a Funaria orizabensis nevű higrométermoha-féle.
Endémikus növényei az Ageratina oligocephala, a Vernonia salicifolia, a Viguiera linearis, a Psacalium amplifolium, a Brickellia magnifica, a Grindelia subdecurrens, az Iostephane heterophylla, a Roldana lineolata és a Critoniopsis uniflora nevű őszirózsaféle, a Buddleja parviflora nevű görvényfűféle, a Coryphantha retusa és a Myrtillocactus geometrizans nevű kaktuszféle melleospina változata, a Croton wilburi nevű kutyatejféle, a Milla biflora, a Nolina humilis, az Echeandia flavescens, az Echeandia reflexa és az Echeandia mexicana nevű spárgaféle, az Echinocactus platyacanthus nevű sünkaktusz, a Hilaria cenchroides, a Muhlenbergia emersleyi, a Muhlenbergia robusta, a Tripsacum zopilotense, a Stipa eminens és a Muhlenbergia dubia nevű perjeféle, az Ipomoea stans nevű szulákféle, a Menodora helianthemoides nevű olajfaféle, a Mentzelia hispida nevű csalánszulákféle, a Quercus laeta és a Quercus macrophylla nevű tölgy, az Eysenhardtia platycarpa nevű pillangósvirágú és a Salvia keerlii nevű árvacsalánféle.

### Állatvilág
Reprezentatív állatai a puma, a fehérfarkú szarvas, a kámzsás bűzösborz, a szürkeróka orinomus alfaja, a prérifarkas, a mosómedve, a fehérorrú koati, a hosszúfarkú vidra, a fahéjszínű réce, a virginiai fogasfürj, a vadpulyka, az ékfarkú lile, a Zenaida asiatica nevű galambféle, a verébgalambocska, a gyöngybagoly, a barnatorkú lappantyú, a holló, a zöld leguán, az Ameiva undulata nevű tejuféle, a Lepidophyma cuicateca nevű éjjeligyíkféle, a Xenosaurus bütykösgyíkféle nem fajai és a Notropis moralesi nevű pontyféle.
A területnek négy mikroendémikus faja van: a Crotalus intermedius és a Crotalus ravus nevű csörgőkígyó, a Dipodomys phillipsii nevű tasakosegér-féle és a Hybopsis moralesi nevű pontyféle.
Endémikus állatai a fehérfarkú nyúl, a mexikói vattafarkúnyúl, a Megasorex gigas nevű cickányféle, a Peromyscus gratus, a Sigmodon mascotensis, a Peromyscus melanophrys és a Peromyscus melanocarpus nevű hörcsögféle, a Rhogeessa gracilis nevű simaorrú denevér, a tündérbaglyocska, az Aimophila notosticta, a Peucaea humeralis és a Peucaea mystacalis nevű verébsármányféle, a poszméhkolibri, a gyönyörű kolibri, a barnafejű kolibri, a tarkaképű ökörszem, a fehérhasú ökörszem, a Harlekin ökörszem, a Cardellina rubra nevű újvilági poszátaféle, a Toxostoma ocellatum nevű gezerigóféle, a vöröskabátos rigó, a Vireo brevipennis és a Vireo nelsoni nevű lombgébicsféle, a Xenotriccus mexicanus nevű királygébicsféle, a barnafejű motmot, a nyakörves sarlósfecske, a Melanerpes hypopolius nevű harkályféle, az Ortalis poliocephala nevű hokkóféle, a Melozone albicollis nevű verébalakú, az Abronia oaxacae nevű lábatlangyíkféle, a Plestiodon brevirostris és a Scincella gemmingeri nevű vakondgyíkféle, a Phrynosoma braconnieri, az Urosaurus bicarinatus, a Sceloporus horridus, a Sceloporus siniferus, a Sceloporus spinosus és a Sceloporus gadoviae nevű békagyíkféle, a Pseudoeurycea bellii és a Pseudoeurycea cochranae nevű tüdőtlenszalamandra-féle, a Phyllodactylus lanei nevű gekkóféle, az Aspidoscelis sackii nevű tejuféle, a nyugat-mexikói tüskésfarkú leguán, a mexikói iszapteknős, a Kinosternon arizonense nevű iszapteknősféle, a partvidéki papagájkígyó, a Rena maxima nevű fonálkígyóféle, a Coluber mentovarius, a Tantilla flavilineata, a Tantilla bocourti, a Thamnophis melanogaster és a Storeria storerioides nevű siklóféle, a Micrurus laticollaris nevű mérgessiklóféle, a mexikói lantkígyó, a Incilius occidentalis nevű varangyféle, a Craugastor mexicanus, a Craugastor vocalis, a Plectrohyla bistincta, a Hyla euphorbiacea. a Rana spectabilis, a Rana zweifeli és az Eleutherodactylus nitidus nevű béka és a Rhamdia reddelli nevű harcsaalakú.

## Képek

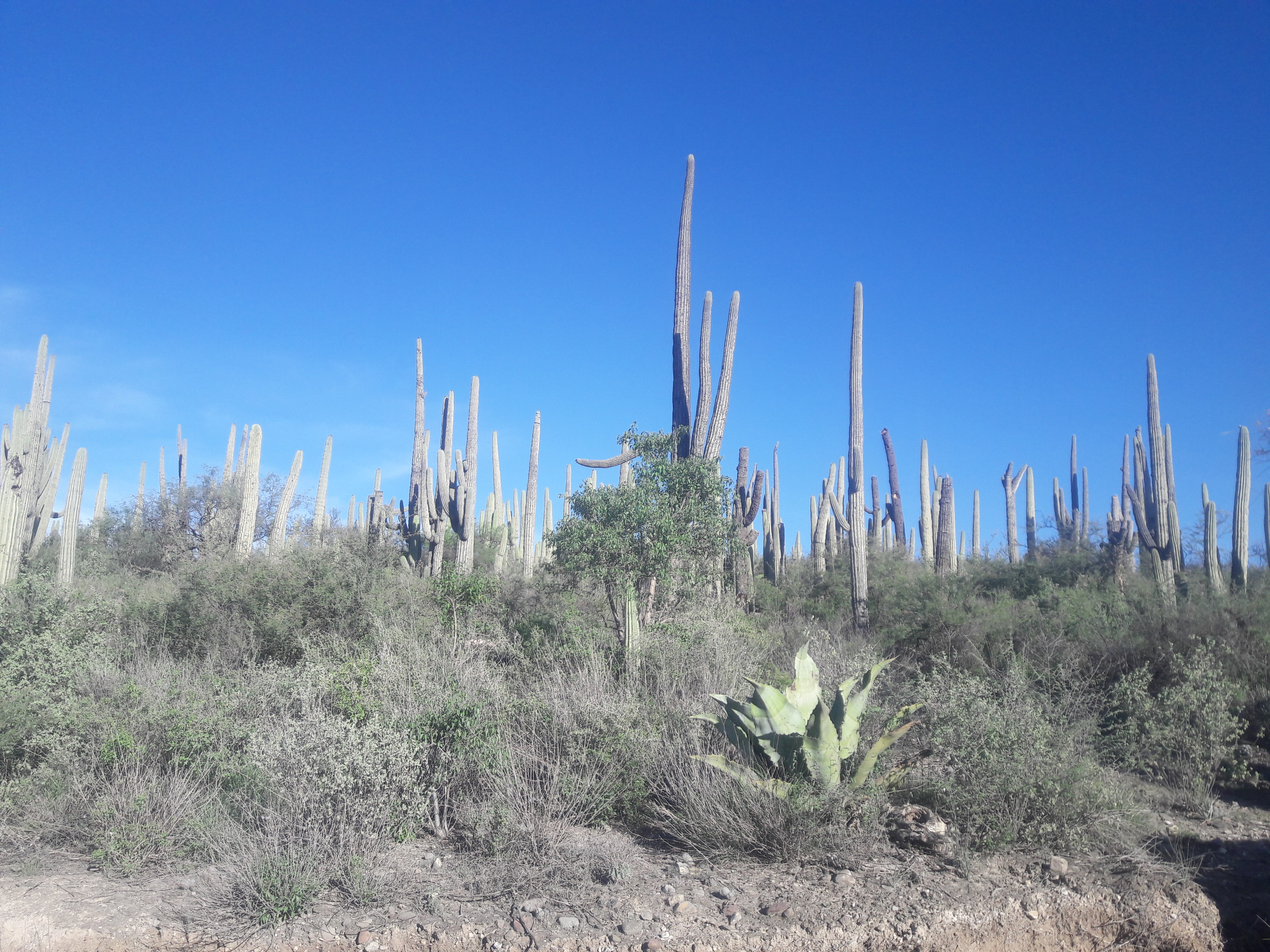
Tájkép Los Reyes Metzontla (Puebla állam) közelében
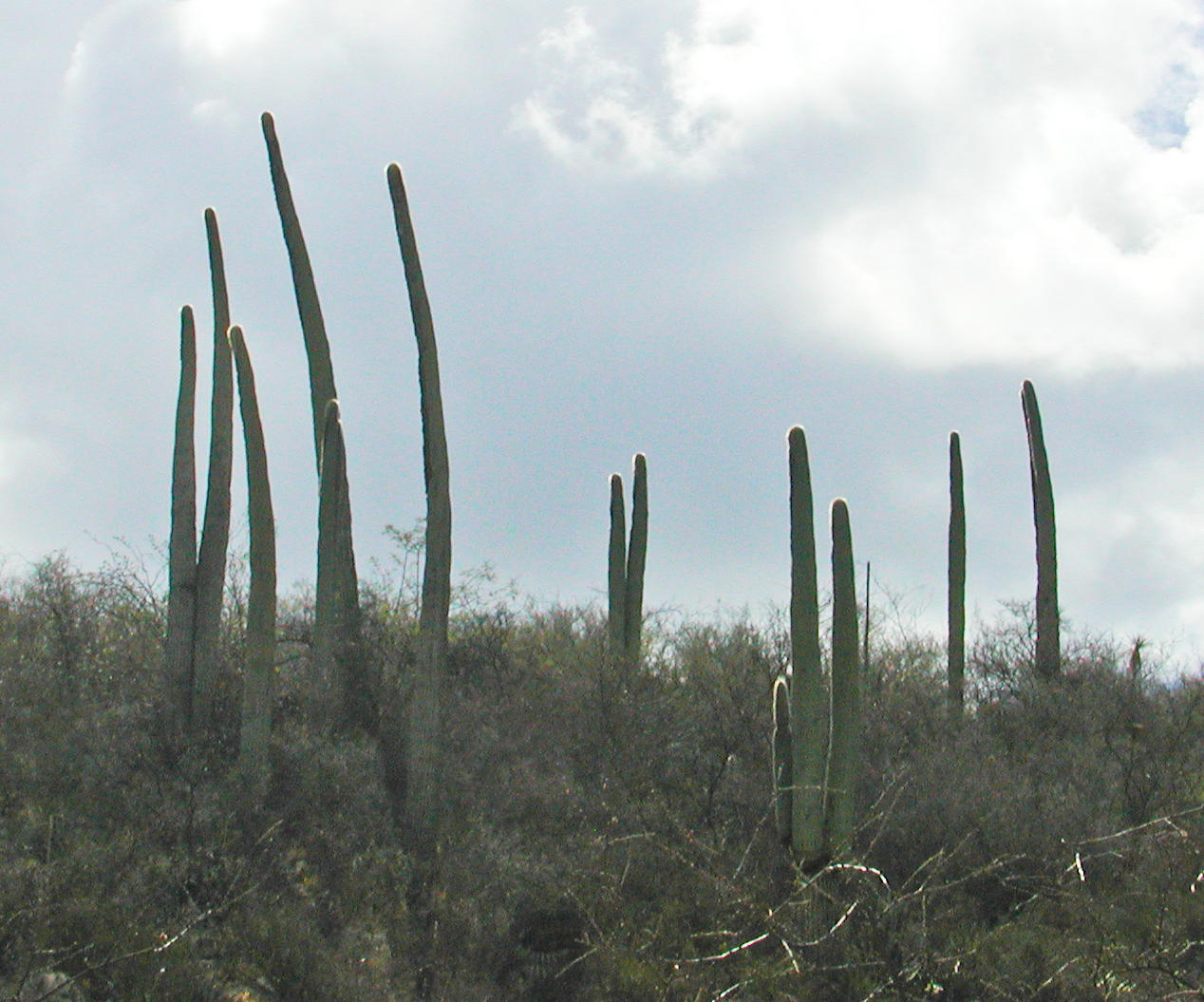
Cephalocereus columna-trajani kaktuszok Tehuacán közelében
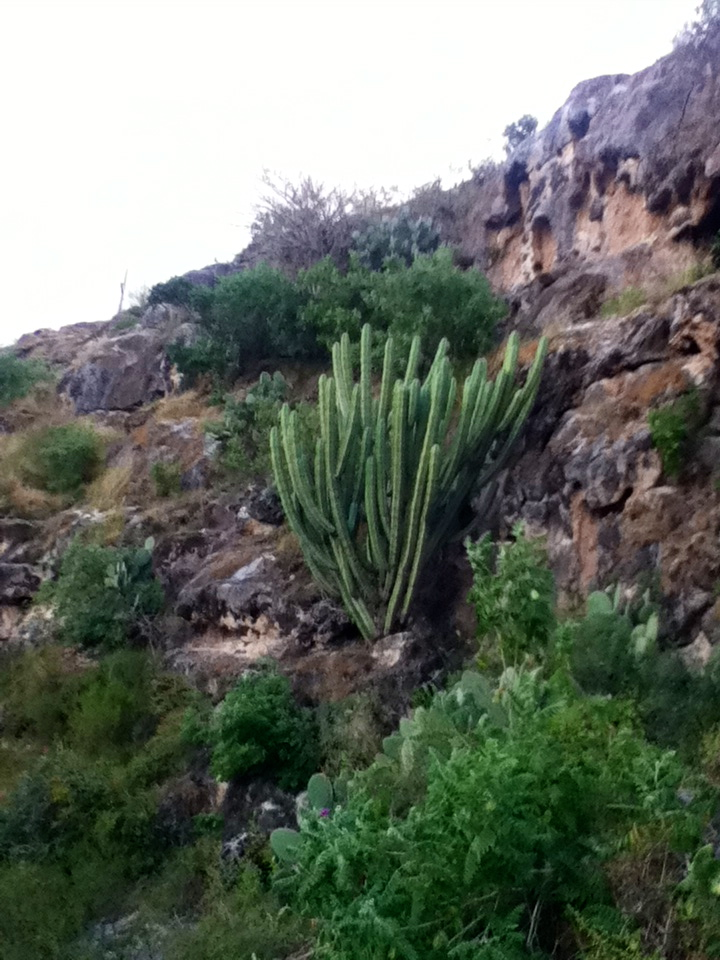
Növények az Altepexi nevű hegyen
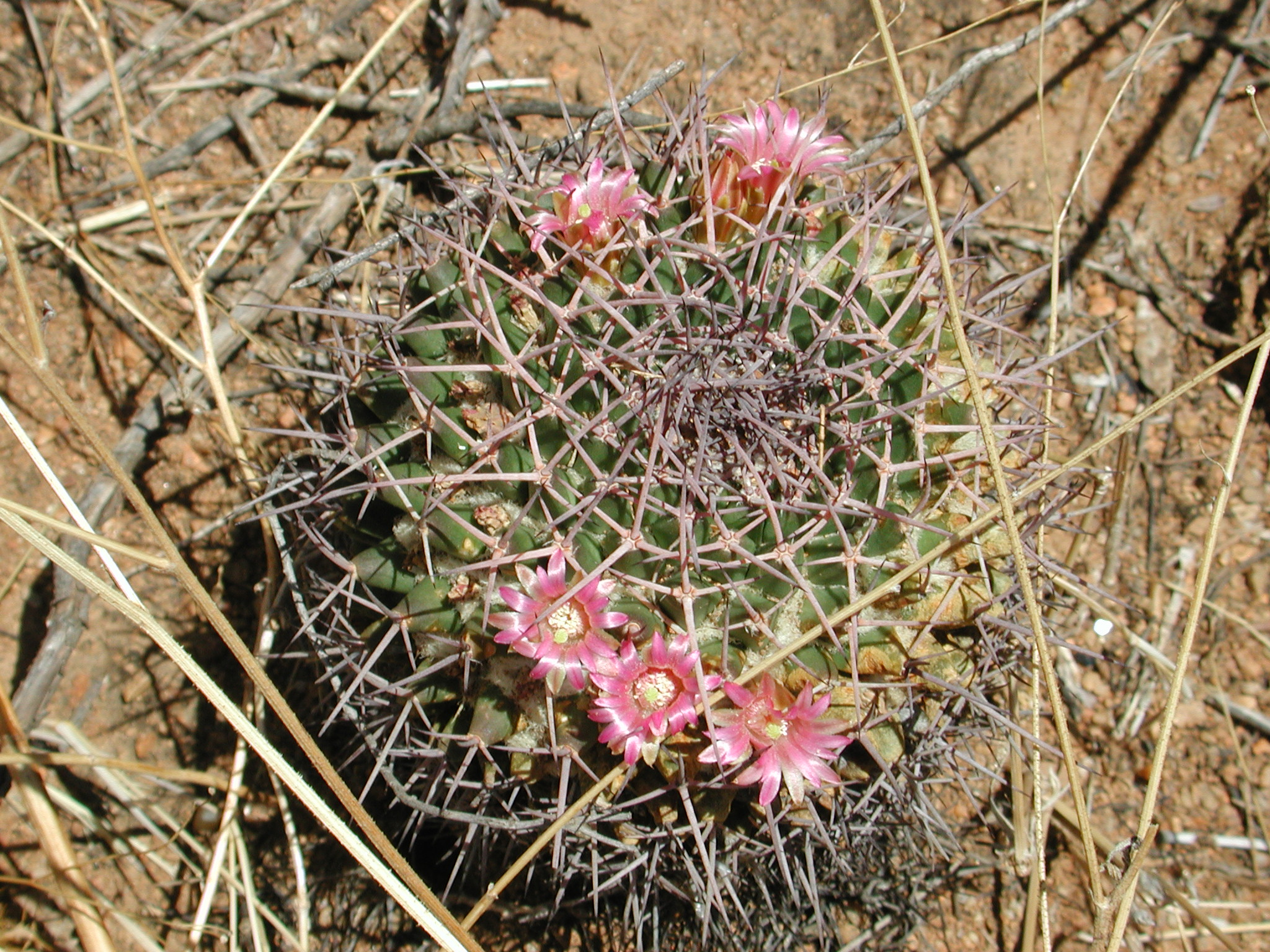
Mammillaria carnea kaktusz